# Brühl (Noordrijn-Westfalen)
Brühl is een stad en gemeente in de Duitse deelstaat Noordrijn-Westfalen, gelegen in de Rhein-Erft-Kreis. De gemeente telt 43.673 inwoners (31 december 2020) op een oppervlakte van 36,12 km².

## Werelderfgoed
Brühl was lange tijd het buitenverblijf van de Keulse aartsbisschoppen. Het slot Augustusburg en het slot Falkenlust in Brühl behoren tot de belangrijkste bouwwerken van de barok en de rococo in Duitsland. Sinds 1984 staan zij op de UNESCO-lijst van werelderfgoed.

## Andere bezienswaardigheden
In Brühl ligt het Max Ernst Museum van de kunstschilder Max Ernst. Verder is de stad bekend vanwege het attractiepark Phantasialand.

## Geboren in Brühl
- Max Ernst (1891-1976), surrealistisch schilder

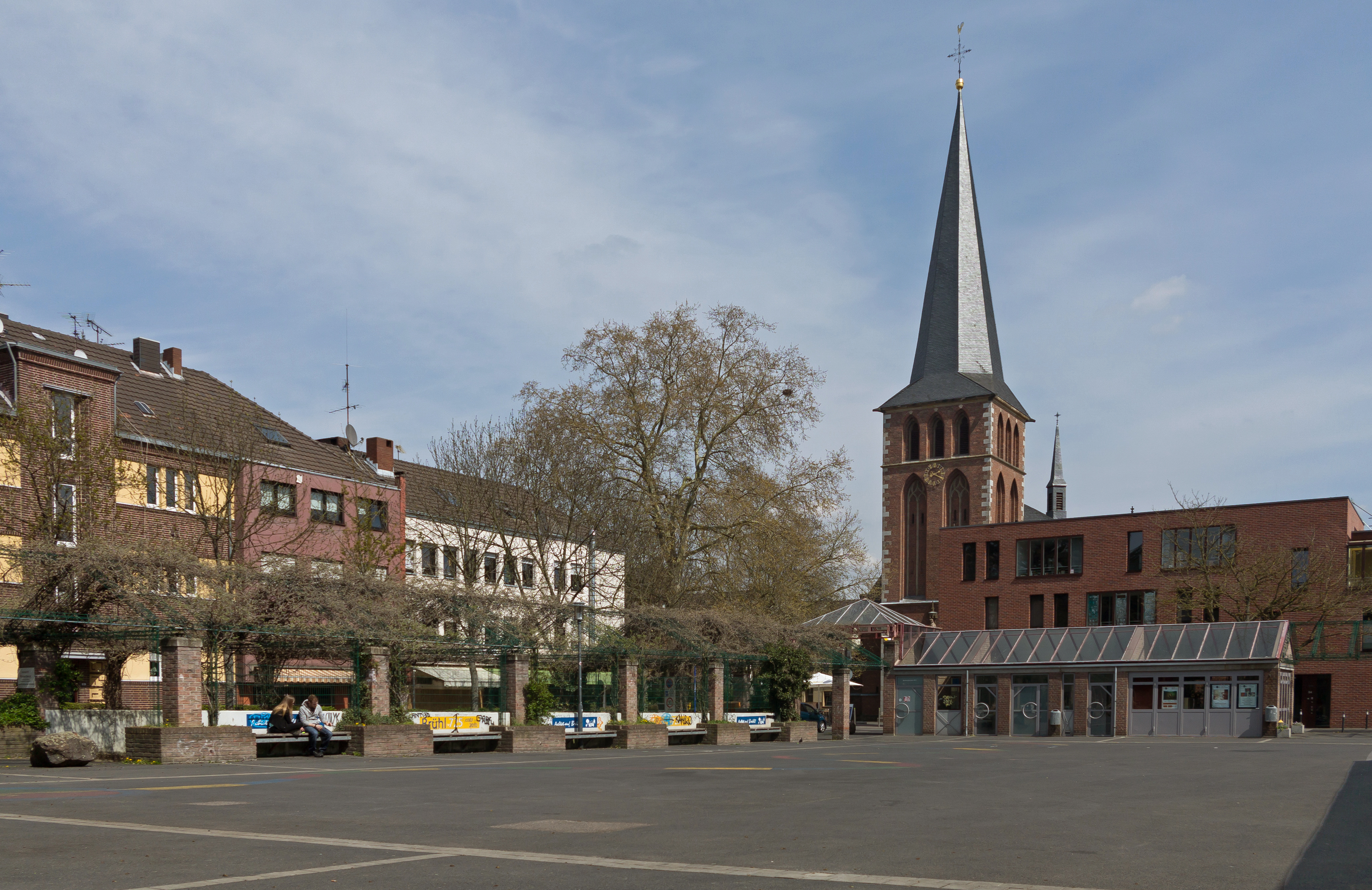
Kerk: Pfarrkirche Sankt Margareta

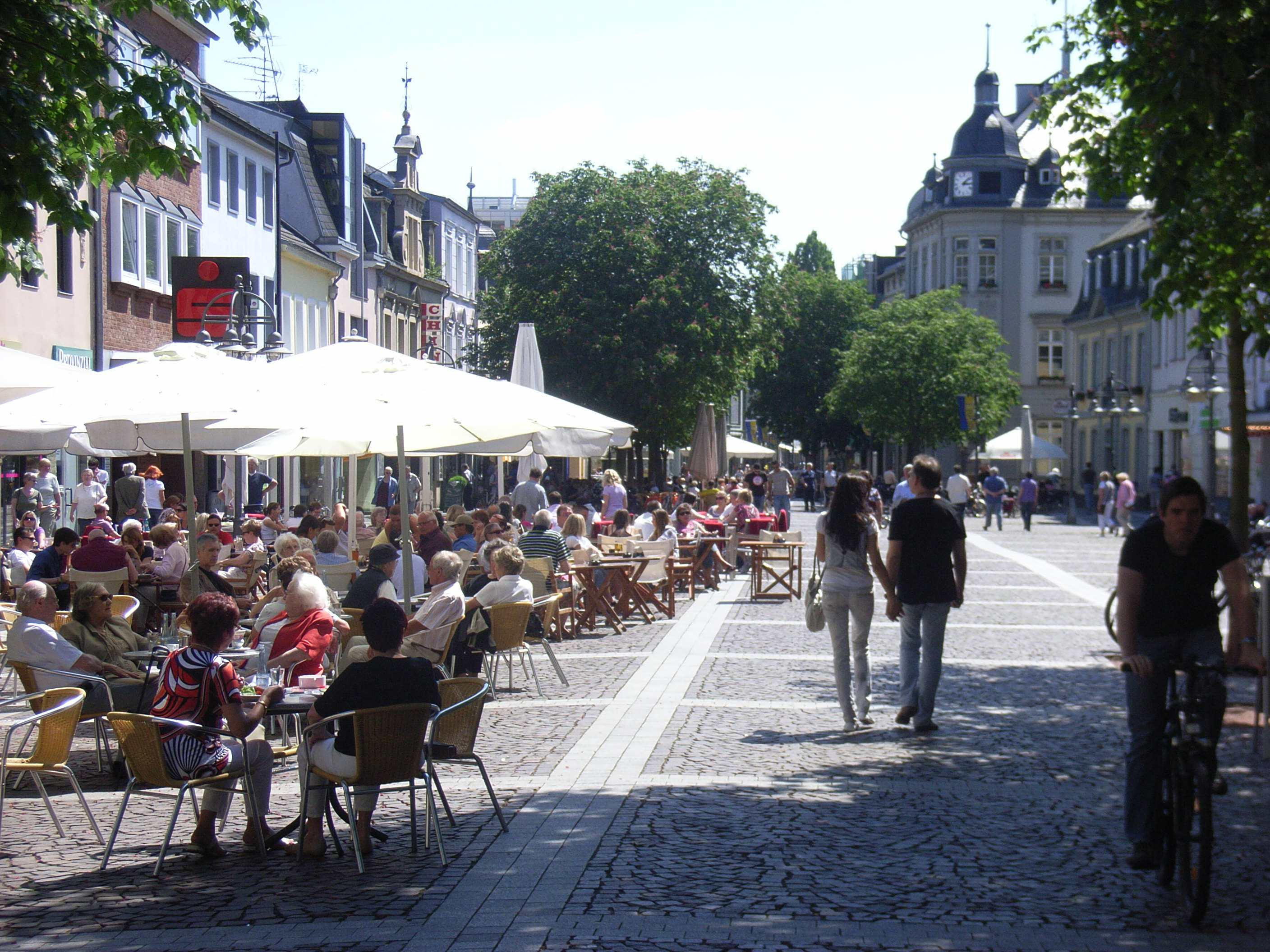
Marktplatz in Brühl

Bedburg · Bergheim · Brühl · Elsdorf · Erftstadt · Frechen · Hürth · Kerpen · Pulheim · Wesseling